# Iga Wyrwał
Iga Wyrwał, també coneguda com a Eva Wyrwał, (20 de febrer de 1989, Kalisz, Polònia) és una model i actriu d'origen polonès. Va traslladar-se al Regne Unit el 2006, on començà la seva carrera com a model fotogràfica en fotografia eròtica. Ha aparegut en revistes com Nuts, Front, Playboy i al diari Daily Star a la secció "Page 3".

## Filmografia
- 2008: The Kevin Bishop Show
- 2009: Dread
- 2011: Gun of the Black Sun
- 2011: Your Highness